# Ulrich Papke
Ulrich Papke (4 maggio 1962) è un ex canoista tedesco.

## Palmarès

### Olimpiadi
- 2 medaglie:
  - 1 oro (Barcellona 1992 nel C2 1000 metri)
  - 1 argento (Barcellona 1992 nel C2 500 metri)

### Mondiali
- 11 medaglie:
  - 3 ori (Nottingham 1981 nel C1 1000 metri; Poznań 1990 nel C2 1000 metri; Parigi 1991 nel C2 1000 metri)
  - 3 argenti (Tampere 1983 nel C1 500 metri; Poznań 1990 nel C2 500 metri; Parigi 1991 nel C4 1000 metri)
  - 5 bronzi (Mechelen 1985 nel C2 500 metri; Montréal 1986 nel C2 500 metri; Duisburg 1987 nel C2 1000 metri; Copenaghen 1993 nel C2 1000 metri; Duisburg 1995 nel C4 1000 metri)